# Кальто
Кальто (італ. Calto, вен. Calto) — муніципалітет в Італії, у регіоні Венето, провінція Ровіго.
Кальто розташоване на відстані близько 360 км на північ від Рима, 95 км на південний захід від Венеції, 35 км на захід від Ровіго.
Населення — 764 особи (2014).
Щорічний фестиваль відбувається 16 серпня. Покровитель — святий Рох.

## Демографія
Населення за роками:

Станом на 1 січня 2023 року в муніципалітеті офіційно проживало 75 іноземців з 12 країн, серед них 8 громадян країн Євросоюзу.

## Уродженці
- Сауль Малатразі (*1938) — італійський футболіст, захисник, згодом — футбольний тренер.

## Сусідні муніципалітети
- Кастельмасса
- Ченезеллі
- Фелоніка
- Салара
- Серміде